# František Stropek
František Stropek (* 20. ledna 1932 Františkovy Lázně) je český pedagog, výtvarník a regionální publicista.

## Životopis
František Stropek narodil se 20. ledna 1932 ve Františkových Lázních. Jeho rodina před druhou světovou válku odešla do Veselí nad Lužnicí.
Absolvoval pedagogickou fakultu a učil na různých základních a středních školách v Jižních Čechách. Podílel se na založení Střední odborné ekologické školy ve Veselí nad Lužnicí, kde několik let působil jako zástupce ředitele.
Od roku 1945 se stal členem Skauta. V letech 1968 až 1989 pracoval na znovuobnovení skauta ve Veselí nad Lužnicí. Mezi jeho další zájmy patřila výtvarná tvorba.
V roce 1990 patřil mezi zakládající lidi měsíčníku Veselsko. Po revoluci se v roce 1991 stal zastupitelem města za Občanské fórum. Zastupitelem byl až do roku 1993. V roce 2017 se stal držitelem ceny Veselí nad Lužnicí. Prvním držitelem se stal malíř a sochař Ladislav Rektoris.
V roce 2018 byl rovněž kandidátem České strany národně sociální pro komunální volby.